# Hydraena mecai
Hydraena mecai är en skalbaggsart som beskrevs av Aníbal Roberto Millán och Orangel Antonio Aguilera Socorro 2000. Hydraena mecai ingår i släktet Hydraena och familjen vattenbrynsbaggar. Inga underarter finns listade i Catalogue of Life.